# 代表取締役刑事
『代表取締役刑事』（だいひょうとりしまりやくデカ）は、1990年10月7日から1991年9月29日まで、テレビ朝日系列で毎週日曜20:00 - 20:54（JST）に全45話が放送された、石原プロモーション制作のテレビドラマ。

## 概要
『ゴリラ・警視庁捜査第8班』（1989年 - 1990年）に続く石原プロ制作再開第2作。これまで同社が得意としてきたハードアクション路線から一転し、本作品では隅田川を望む勝どき・月島周辺を管轄する架空の警察署・辰巳警察署を舞台に、下町に生きる人々の人間模様にスポットを当てている。作品タイトルの『代表取締役刑事』は、“社会において市民を守る刑事は、企業で社員を守る代表取締役と同じ”という意図で付けられたという。
従来の石原プロ作品と同様に、作中でも随所にアクションシーンを盛り込んでいるものの、ストーリーは窃盗や傷害、痴漢、家庭・近隣トラブルなど、現実社会に根差した問題が数多く取り上げられた。また犯罪捜査だけでなく、通常点検や防犯活動など実際の警察署内で行われている日常業務や地域住民たちの生活風景、下町風俗などの描写にも力点を置いている。初回2時間スペシャルは視聴率7.7%と低迷を強いられたが、1年の放映期間を経て、最終話は14.5%とある程度の躍進を見せている。

## スタッフとキャスティング
人情アクション主体ということもあり、当時ワイドショーのコメンテーターとして活動していた市川森一がメインライターに迎えられた。他に『ただいま絶好調!』で石原プロとの接点がある折戸伸弘と香取俊介、刑事ドラマの執筆歴が豊富な桃井章・大川タケシ、過去の石原プロ作品の執筆者からは大野武雄・宮下隼一・日暮裕一・峯尾基三・柏原寛司など、幅広い人選がなされた。初回の監督には生前石原裕次郎と親交のあった斎藤耕一が起用され、他の監督陣には小澤啓一・吉田啓一郎・澤田幸弘ら石原プロ作品の常連のほか、鹿島勤や東映京都出身の西垣吉春といった初参加の監督も加わった。
またゲストのキャスティングにも力が入れられ、主だったものとしては坂上二郎と高木ブーを共演させた第28話や『ただいま絶好調!』で渡、舘と共演した西山浩司の第34話、『西部警察』シリーズで渡、舘と共演した三浦友和の第36話、同シリーズで数多の凶悪犯を演じた八名信夫、当時は悪役の多かった遠藤憲一の新たな一面を引き出した第42話、神田正輝をゲストに迎えた最終話などが挙げられる。

## 登場人物
兵頭 真（辰巳署刑事防犯課係長・警部補） - 舘ひろし
1990年春、辰巳署刑事防犯課に配属。以前は城南署、西部署に勤務歴がある。部下からは単独行動が多いと指摘されながらも、信望を集める存在である。部下から役職で呼ばれることを嫌い、橘課長からは｢ヘイさん｣と呼ばれている。趣味は乗馬、船舶免許も持っている。辰巳署に転属になった際からウォーターフロント地区にあるマンション住まいで、おとり捜査に利用した事がある。北海道小樽市出身。実家はスーパーマーケットで弟が継いでいる（後述）。自身のデスクの引き出しにはウィスキーを入れており、宿直の時にこっそり飲んでいる。得意のすき焼き(関東風)を振る舞うことがある。宝くじに高額当選するも、その当選金を事件関係者に譲っている。
仕事で使用する覆面パトカー、プライベートで使用する自家用車とも三菱・ディアマンテを使用しているが「洗う暇がない」とのことで車体はいつも埃まみれである。
使用拳銃はコルト・ガバメントでパックマイヤーのメダリオン付きグリップ仕様をヒップホルスターに収めている。
岩田 利夫（辰巳署刑事防犯課主任・巡査部長） - 高松英郎
呼称は｢ガンさん｣。勤続35年のベテラン刑事。単独捜査や休暇などで兵頭不在の際は、係長代行的存在である。辰巳署管内が地元らしく、地域の住民の歴史にも詳しい。
松本 正義（辰巳署刑事防犯課員・巡査部長） - 川野太郎
妻子を溺愛し、遠距離通勤を苦にしないマイホームパパ。逃亡中の容疑者の妻が妊婦であることを知ると、捜査より妊婦を気遣う一面も。ある事件で千葉県警に誤認逮捕されてしまったことがある。
中西 大吉（辰巳署刑事防犯課員・巡査） - 谷川竜
時々長崎弁が口に出る。また、一時的に派出所の応援勤務に廻されたことがあり、その際に誤認逮捕してしまった事がある。自らの発砲が査問委員会で審議にかけられたことがある。野球が特技。第39話にて愛車（黒の三菱・GTO）をローンで購入。　高校時代、南長崎高校で野球部のエースだった。
小早川 竜一（辰巳署刑事防犯課員・巡査） - 池田政典
呼称は｢コバ」。被疑者の姉に想いを寄せたり、同級生だった元･恋人が新聞記者となって現れて事件の捜査を混乱させたり、現在の恋人には車に同乗させたまま逃走車の追跡を行った結果、大怪我を負わせてしまったりと女性が絡むと不運な状況に見舞われることが多い。高所恐怖症の弱点がある。
五十嵐 直子（辰巳署刑事防犯課員・巡査） - 市川翔子（第25話まで）
兵頭を凌ぐ射撃の名手で、オリンピックの銀メダリスト。しかし、事件現場で発砲を躊躇してしまった結果、犯人を取り逃がしたことがある。海外研修生に選ばれ本庁外事課へ異動となる（第25話）。
南条 冴子（辰巳署刑事防犯課員・巡査） - 木之原賀子（第25話以降）
五十嵐に代わり、辰巳署に赴任した刑事。世田谷区北島在住。
牧野 ひろみ（辰巳署刑事防犯課事務・巡査） - 荒井玉青
事務兼無線係。警ら課の応援要員としてミニパト巡回を務めることもある。
中川巡査（辰巳署警ら課・巡査） - 秋山武史
刑事志望の巡査。指名手配犯の写真を常に携帯するなど、仕事熱心である。兵頭には得意のすき焼きの材料を買いに行かされるなど、彼の子分的存在でもある。過去に警察犬に自身の生命の危機を救われて以来、その犬を気にかけている。
大島 茂三（辰巳警察署署長・警視） - 安部譲二
兵頭たちの破天荒な行動で常に頭を痛めている。事あるごとに「バッカモン（馬鹿者）」と怒鳴るが、本心は人情味に溢れた人物。仲人歴15回、人生相談を数多くこなすなどの世話好き。
斉藤 寛子（兵頭真の元婚約者） - 根本りつ子
国連職員。ニューヨーク転勤を機に兵頭との婚約を解消する、最終話にて辞職して日本に帰国するも、兵頭のマンション前で轢き逃げに遭い死亡していたことが判明する。
兵頭 裕介（兵頭真の弟） - 沖田浩之
兵頭の故郷、北海道小樽にあるディスカウントストア「マッキンレイ」の社長。亡き父の遺したスーパーを年商90億の巨大チェーンに成長させ、現在では道内有数の若手実業家として注目を浴びている。刑事退職に傾きかけていた真に事業への参入を勧めるが、その最中に誘拐事件に巻き込まれ、裏取引の末に解放されるも捜査協力を拒否し兄と対立し疎遠となる。それでも唯一の肉親である真への情愛は捨てきれず、地元の幼馴染との結婚式に兄を招待するも婚約者の姉に絡む事件の捜査がきっかけでまたも兄と険悪になる。結婚式当日に事件は解決し兄が式場に駆け付けたものの、兄弟の関係がどうなったかは不明瞭のまま。
松本刑事の妻 - 福家美峰
名古屋出身。生まれてくる子供のためにマイホーム購入を決意。里帰り出産のため、東京を一時離れた。
橘 日向子（橘謙司の娘） - 酒井法子
フリーター。明朗活発で周りに影響されやすいタイプ。兵頭と事件捜査過程で知り合い助けられてから、彼のことが気になる存在に。
橘 麻子（橘謙司の妻） - 阿木燿子
環境庁水質保全局技官。四国・四万十川の水質調査のため、現地へ単身赴任している。
橘 喜一（橘謙司の父親） - 北村和夫
穴子漁の漁師。毒舌家だが人情味に厚く、地元の仲間たちをこよなく愛する典型的な江戸っ子。
橘 謙司（辰巳署刑事防犯課長・警部） - 渡哲也
兵頭ら刑防課メンバーを温かく見守り、時に厳しく叱咤する最大の理解者。作中では自身の執筆する捜査日誌を通してストーリーの語り部役を担う。物腰は柔和ながら指揮能力に優れ、部下や大島たちの信頼も厚い。基本的には署内勤務だが、第30話では自ら潜入捜査に臨み、負傷している。剣道の腕は全国大会レベルで、署内では周辺の子供たちを相手に剣道教室を開いている。西部署に勤務歴がある。一人称は自分。

## スタッフ
- 企画 - 小林正彦
- プロデューサー - 星裕夫（テレビ朝日）、岩崎純
- 撮影 - 内田清美、高橋達美、小西泰正
- 照明 - 椎野茂、椎葉昇
- 美術 - 古谷良和
- 録音 - 佐藤泰博
- 整音 - 小峰信雄
- 編集 - 原桂一、鍋島惇
- 助監督 - 菅光璽、児玉宜久、出射均、高坂勉、清水利晃、藤得悦、塚田義博
- 記録 - 斉藤能子、安倍伸子
- 制作主任 - 森幸想
- 制作プロデューサー - 浅野謙治郎、古賀正行
- キャスティング - 仲川幸夫、小島克己
- 番組宣伝 - 笠原尚義（テレビ朝日）
- 衣裳デザイナー - 加藤和孝
- 音楽監督 - 鈴木清司
- 音楽 - 服部隆之、米光亮、矢野立美（第30話 - 第45話）
  - 作曲 - 服部隆之、景家淳、石上智明、山川恵津子、椎名孝昭、五十嵐宏、矢野立美、高野幹也、大川友章、花崎雅芳、兼元一夫
  - 編曲 - 服部隆之、米光亮、西平彰、矢野立美、岡本洋
- 音楽協力 - ファンハウス、テレビ朝日ミュージック、石原音楽出版社、BMF
- 音響効果 - 東洋音響カモメ
- 衣裳 - 第一衣裳
- 美粧 - 山田かつら
- 小道具 - 高津小道具装飾
- 装飾 - 京映アーツ
- 現像・テレシネ - IMAGICA
- 技斗 - 高倉英二
- スタント - グループ12騎会
- エキストラ - クロキプロ
- ナレーター - 小林清志
- 衣裳協力 - TETE HOMME par KATOH KAZUTAKA
- 協力 - 三菱自動車
- 制作協力 - 第一企画（現・ADK）(第1話 - 第34話)、北海道テレビ(第12話、第13話)
- 制作 - 石原プロモーション、テレビ朝日

## 主題歌
主題歌にはブーム間近だったビーイングのアーティストが起用された。

### オープニング
「孤独のRunaway」
作曲：松本孝弘、演奏：安宅美春
ギターインスト曲。稲葉浩志が一部ヴォーカルとコーラスを務めている。
番組エンディングのテロップでは、「孤独なRunaway」と誤表記されている。

### エンディング
毎回本編のラストから流れ、そのままエンディングタイトルに移る演出だった。
- 「愛しい人よGood Night...」B'z（第1話 - 第13話）[26]
- 「ありんこ」渡哲也（第14話 - 第29話）
- 「悲しみが痛いよ」T-BOLAN（第30話 - 第45話）

### 挿入歌
- 「いとしのマックス 〜マックス・ア・ゴー・ゴー〜」舘ひろし（第36話 - ）

## 放送日程
- 各回のサブタイトルは、第1話の『昨日・今日・明日』をはじめとして、いずれも古今東西の名作映画のタイトルから引用されている。
- 黒太字で表記されているエピソードは、セレクションDVD-BOXへの収録分を示す。

| 放送回 | 放送日         | サブタイトル         | 脚本                | 監督       | ゲスト                                                                                 |
| ------ | -------------- | -------------------- | ------------------- | ---------- | -------------------------------------------------------------------------------------- |
| 1      | 1990年10月07日 | 昨日・今日・明日     | 市川森一            | 斎藤耕一   | 根本りつ子、花沢徳衛、七尾伶子、 森章二、藤江リカ、江幡高志                            |
| 2      | 10月14日       | 終着駅               | 桃井章              | 吉田啓一郎 | 高樹澪、長谷川明男、伴直弥、 唐沢民賢、浅見美那                                        |
| 3      | 10月21日       | マダムと泥棒         | 鍋割亮虎            | 江崎実生   | 園佳也子、河原さぶ、小沢一義、青柳文太郎                                               |
| 4      | 10月28日       | 家族の肖像           | 香取俊介            | 吉田啓一郎 | 清水まゆみ、高島礼子                                                                   |
| 5      | 11月04日       | 風と共に去りぬ       | 大野武雄            | 西村潔     | 西川峰子、斉藤清六、西田良、浅野愛子                                                   |
| 6      | 11月25日       | 愛と青春の旅立ち     | 折戸伸弘            | 小澤啓一   | MIE、奈美悦子、中真千子、 ピース、中村孝雄                                             |
| 7      | 12月02日       | リンゴ殺人事件       | 大川タケシ          | 小澤啓一   | 草薙良一                                                                               |
| 8      | 12月09日       | 空の下、情は流れる   | 宮下隼一            | 西村潔     | 松田勝、高品格、片岡五郎、小池雄介                                                     |
| 9      | 12月16日       | 恋人たちの時間       | 折戸伸弘            | 江崎実生   | 伊藤麻衣子、海津亮介、辰馬伸                                                           |
| 10     | 12月23日       | 動く標的             | 鍋割亮虎            | 原隆仁     | 大谷朗、川原和久                                                                       |
| 11     | 1991年01月06日 | 青い鳥               | 市川森一            | 原隆仁     | 西村知美、春川ますみ、遠藤憲一                                                         |
| 12     | 1月13日        | 慕情                 | 峯尾基三            | 吉田啓一郎 | 宮下順子、森下哲夫、大野紋香                                                           |
| 13     | 1月20日        | 哀愁                 | 折戸伸弘            | 吉田啓一郎 | 結城めぐみ、樋口しげり、本城裕                                                         |
| 14     | 1月27日        | 告発の行方           | 桃井章              | 澤田幸弘   | 美保純、新井昌和                                                                       |
| 15     | 2月03日        | 特別な一日           | 市川森一            | 澤田幸弘   | 小沢仁志、田中雅子                                                                     |
| 16     | 2月10日        | 泥棒日記             | 大野武雄            | 鈴木一平   | 岸部一徳、佐野アツ子、伊藤淳史、 西田良、前田悠衣、豊川悦司、村上冬樹                  |
| 17     | 2月17日        | 若者のすべて         | 三浦和明            | 澤田幸弘   | 小牧かやの、小沢一義                                                                   |
| 18     | 2月24日        | 喝采                 | 宮下隼一            | 鈴木一平   | 藍田美豊、秋間登                                                                       |
| 19     | 3月03日        | 男と女               | 大野武雄            | 鈴木一平   | 前田吟、五十嵐めぐみ、谷村昌彦、 黒部進 、小村哲生                                     |
| 20     | 3月10日        | 街の灯               | 大川タケシ 大野武雄 | 澤田幸弘   | 若林志穂                                                                               |
| 21     | 3月17日        | マルタの鷹           | 鍋割亮虎            | 鈴木一平   | 鹿取洋子                                                                               |
| 22     | 3月24日        | 大人は判ってくれない | 峯尾基三            | 斎藤耕一   | ベンガル、片岡五郎、中垣克麻、 伴直弥、市田明子、 山村由美子（声：水原リン）、小島幸子 |
| 23     | 4月14日        | 旅路の果て           | 市川森一            | 斎藤耕一   | 渡辺美佐子、斉藤清六                                                                   |
| 24     | 4月21日        | シンデレラ           | 大野武雄            | 鈴木一平   | 浅野愛子、日埜洋人、前田悠衣                                                           |
| 25     | 4月28日        | 明日に向って撃て!    | 宮下隼一 鈴木康之   | 鈴木一平   | 和崎俊哉、久保田篤、小峰裕一                                                           |
| 26     | 5月05日        | 白銀は招くよ!        | 峯尾基三            | 西村潔     | 神津はづき、南条弘二、小池雄介                                                         |
| 27     | 5月12日        | 人間の絆             | 大川タケシ          | 手銭弘喜   | 高田敏江、団時朗                                                                       |
| 28     | 5月19日        | 愛情物語             | 鍋割亮虎            | 手銭弘喜   | 坂上二郎、中原早苗、高木ブー、中島陽典                                                 |
| 29     | 5月26日        | 愛と追憶の日々       | 柏原寛司            | 西村潔     | 増田恵子、誠直也、ストロング金剛、市川好郎                                             |
| 30     | 6月02日        | 長いお別れ           | 鍋割亮虎            | 西村潔     | 小柳ルミ子、本郷直樹、志賀圭二郎                                                       |
| 31     | 6月09日        | 誰が為に鐘は鳴る     | 大野武雄            | 鹿島勤     | 梅宮辰夫、汀夏子、石井愃一、 高野浩幸、大阪百万円                                      |
| 32     | 6月16日        | ヘッドライト         | 宮下隼一            | 鹿島勤     | 岡本佳織、香川照之、遠藤憲一、 市川勇、二瓶鮫一                                        |
| 33     | 6月23日        | 嘆きの天使           | 市川森一            | 西村潔     | 風見しんご、福田佳弘                                                                   |
| 34     | 6月30日        | おかしな関係         | 香取俊介            | 江崎実生   | 西山浩司、小沢仁志、吉川十和子                                                         |
| 35     | 7月07日        | 俺たちに明日はない   | 市川森一            | 江崎実生   | 石野真子、新井康弘、榎木兵衛、大谷朗、辰馬伸                                           |
| 36     | 7月14日        | さらば友よ           | 日暮裕一            | 小澤啓一   | 三浦友和、磯村憲司、早川絵美                                                           |
| 37     | 7月21日        | 理由なき反抗         | 児玉宜久            | 小澤啓一   | 六浦誠、桜むつ子、清水宏                                                               |
| 38     | 7月28日        | 裁きは終わりぬ       | 宮下隼一            | 西垣吉春   | 河合奈保子、藤木悠、武藤章生、 高品剛、本名陽子                                        |
| 39     | 8月11日        | 勇気ある追跡         | 折戸伸弘 谷口聡     | 村川透     | 網浜直子、穂積隆信、黒崎輝、清家利一                                                   |
| 40     | 8月18日        | 太陽がいっぱい       | 大野武雄            | 西垣吉春   | 浜田朱里、御木裕、黒部進、 横山道代、斉藤清六、矢野明仁                                |
| 41     | 8月25日        | ベストフレンド       | 大川タケシ 大野武雄 | 村川透     | 長谷川明男、山下伸二、菊地大、菊岡みわ子                                               |
| 42     | 9月08日        | 静かなる男           | 日暮裕一            | 吉田啓一郎 | 八名信夫、遠藤憲一、清水香織                                                           |
| 43     | 9月15日        | わが家の楽園         | 鍋割亮虎 松田将希   | 吉田啓一郎 | 草薙良一、小林勝彦、大杉漣、 金子研三、小寺大介                                        |
| 44     | 9月22日        | 青春の光と影         | 宮下隼一 鈴木康之   | 澤田幸弘   | 石川ひとみ、山口仁、久保田篤                                                           |
| 45     | 9月29日        | さよならをもう一度   | 市川森一            | 澤田幸弘   | 神田正輝、南麻衣子、江幡高志                                                           |

## CS放送
下記の日程にてファミリー劇場で放送された。第1話については本放送と同様に2時間スペシャル用の素材を使用。
- 2013年6月29日 - 2014年6月28日　（毎週土曜19:00 - 20:00:　→　同17:00 - 18:00）
- 2015年2月12日 - 7月16日（毎週木曜6:30 - 8:30／2話連続）
- 2015年6月22日 - 9月28日（月曜 - 木曜18:00 - 19:00）

## 動画配信
- Amazon Prime Video（FOD）[32]
- U-NEXT[33]
- Music.jp
- Google play[34]
- ビデオマーケット[35]

## 地方ロケ
番組中、都合2回のロケが晩秋の北海道と冬の軽井沢で行われた。
- 函館（第12話）
  - ロケ地 - 札幌市、函館市、井晃開発、ブルーハイウェイライン、函館市交通局、函館山ロープウェイ、函館シーポートプラザ、丸井今井、函館朝市、北海道ヤマハ、オービス、札幌パークホテル、湯の川グランドホテル、ライラック病院
- 小樽（第13話）
  - ロケ地 - 小樽市、JAS、札幌時計台、富岡教会
- 軽井沢（第26話）
  - ロケ地 - 紀州鉄道軽井沢列車村ホテル、パルコール嬬恋スキーリゾート

## 関連商品（絶版含む）
サウンドトラックCD/カセットテープ
- 代表取締役刑事 オリジナルサウンドトラック（ファンハウス、1990年11月10日、FHCF-1080）
  - オープニングテーマのTVサイズ版を含む12曲を収録。
- 代表取締役刑事 オリジナルサウンドトラック II（ファンハウス、1991年5月25日、FHCF-1124）
  - オープニングテーマのアレンジバージョンを含む11曲を収録。

DVD
- 代表取締役刑事セレクションDVD–BOX（ポニーキャニオン、2012年10月3日、PCBP62011）
  - 石原プロモーション創立50周年を記念しての、同事務所制作作品のDVD化の一環としてソフト化されたもので、全45話のうち20話分を収録。また第1話については、再放送用に前後編に分割されたバージョンが収録されている。一部回を除き予告編も収録。また映像素材の都合で38話は一部シーンで映像が乱れたまま収録されてしまっている。
- 代表取締役刑事COMPLETE DVD–BOX（ポニーキャニオン、2023年8月3日、PCBP62366)
  - 石原プロ作品3ヶ月連続DVD-BOXリリースの一環として発売されたもの。COMPLETEの名前の通り、初放送から約33年の時を経て全45話が完全収録された。また第1話についてはセレクションBOXに収録された再放送用素材ではなく、初回放送バージョンが収録されている。予告編は収録無しだが、38話の一部シーンで起きていた映像の乱れは修正されている。